# Leonid Hambro
Leonid Hambro   (Chicago, 26 de juny de 1920 - Nova York, 23 d'octubre de 2006) va ser un pianista i compositor nord-americà.

## Biografia
Hambro va néixer a Chicago, fill de jueus immigrants lituans; el seu pare era un pianista que acompanyava pel·lícules mudes. Va estudiar a la Juilliard School i va guanyar el primer premi al Concurs Nacional de Naumburg el 1946. Va ser el company musical del pianista i humorista Victor Borge durant deu anys, de 1961 a 1970, i de tant en tant va actuar amb Borge durant la resta de la carrera de Borge. El 1970 va esdevenir el cap del Departament de Piano de l'Institut de les Arts de Califòrnia, a Santa Clarita, Califòrnia, i degà adjunt de l'Escola de Música, ocupant aquests càrrecs fins al 1992.
Hambro va ser Artista en Residència de l'Aspen Institute i el pianista oficial de la ràdio WQXR, Nova York. Va tocar amb les actuacions de P. D. Q. Bach i els "Hoffnung Musical Spoof Concerts". Va publicar amb Jascha Zayde "The Complete Pianist" (Ludlow Music Inc., Nova York). També va compondre la peça per a piano Happy Birthday Dear Ludwig, un conjunt de cinc variacions de "Happy Birthday to You" a l'estil de moltes peces famoses de Beethoven com Minuet in G, Sonata Pathétique, Moonlight Sonata, Für Elise i la Cinquena Simfonia.
Hambro va publicar dos àlbums a Cook Records, actualment gestionat per Smithsonian Folkways. Es van titular A Perspective of Beethoven-Pianoforte i Cook's Tour of High Fidelity, i es van publicar el 1953 i el 1965, respectivament. També va gravar "Switched-On Gershwin", un àlbum a duo del piano clàssic d'Hambro, barrejat amb el sintetitzador "Moog" de Gershon Kingsley, per a AVCO Records el 1970. Amb Victor Borge, Hambro va tocar persiflages en peces de piano conegudes com Chopins Minute Waltz.
El 22 de desembre de 2003, va entretenir els membres de "New York Atheists Inc." en el seu primer sopar i festa anual dels ateus de Nova York al restaurant Hunan de la 5ª Avinguda. Va afirmar haver nascut ateu i no haver pertangut mai a cap congregació al llarg de la seva vida. Va morir a la ciutat de Nova York, als 86 anys.